# Università Jan Kochanowski di Kielce
L'Università Jan Kochanowski di Kielce (in polacco Uniwersytet Jana Kochanowskiego w Kielcach) è un'istituzione di istruzione superiore di Kielce, in Polonia.

## Storia
L'università Jan Kochanowski di Kielce, sorse come Accademia Świętokrzyska, poi divenuta Università umanistica e delle scienze Jan Kochanowski (Uniwersytet Humanistyczno-Przyrodniczy Jana Kochanowskiego w Kielcach).

## Struttura
L'ateneo è organizzato nelle seguenti sette facoltà:
- Filologia e storia
- Giurisprudenza, economia e management
- Lettere e filosofia
- Matematica e scienze naturali
- Medicina e scienze della salute
- Scienze della formazione e delle arti
- Scienze sociali

## Rettori
I rettori dell'università:
- Tadeusz Malinowski (1969-1972)
- Edmund Staszyński (1972-1981)
- Henryk Jurkiewicz (1981-1984)
- Zdzisław Czarny (1984-1987)
- Mirosław Niziurski (1987-1990)
- Adam Kołątaj (1990-1996)
- Marian Koziej	(1995-1996)
- Stanisław Cieśliński (1996-1999)
- Adam Massalski (1999-2005)
- Regina Renz (2005-2012)
- Jacek Semaniak (dal 2012)